# 클라우디오 수아레스
클라우디오 수아레스 산체스(스페인어: Claudio Suárez Sánchez, 1968년 12월 17일 ~ )는 멕시코의 전 축구 선수로 선수 시절 포지션은 수비수였으며 현재 멕시코 선수 중 국제 A매치 역대 최다 출전 기록 보유자이자 FIFA 센추리클럽에 가입한 17명의 멕시코 선수 중 한명이다.

## 선수 시절

### 클럽
1988년 자국 리그인 리가 MX의 클루브 우니베르시다드 나시오날에서 데뷔해 1996년까지 230경기 21골을 기록하며 1990-91 시즌 리그 우승, 1989년 CONCACAF 챔피언스리그 우승 등에 혁혁한 공을 세웠고 이후 1996년 CD 과달라하라로 트레이드되어 2000년까지 165경기 10골을 터뜨리며 1997 토르네오 베라노 시즌 우승의 주역으로 활약했다.
그 뒤 2000년 티그레스 UNAL로 이적하여 2005년까지 150경기 15골을 기록하며 2005년 인테르 리가 우승컵을 품에 안았으며 1988년부터 2005년까지 17년동안 멕시코 리그 및 각종 컵대회에서 무려 545경기 46골의 기록을 남긴 후 2006년 당시 미국 메이저 리그 사커 소속팀인 치바스 USA에 입단하여 2009년까지 미국 리그 통산 69경기 9골을 기록하며 MLS 2007 8강 진출에 기여했으며 2009 시즌을 끝으로 프로 통산 614경기 55골의 성적을 남긴 채 21년간 정들었던 그라운드를 떠났다.

### 국가대표팀
1992년 멕시코 성인대표팀에 첫 발탁된 이후 2006년까지 14년간 국제 A매치 통산 177경기를 소화하며 이집트의 아흐메드 하산에 이어 A매치 통산 출전 2위에 이름을 올리며 2번의 FIFA 월드컵 16강 진출(1994년, 1998년), CONCACAF 골드컵 3회 연속 우승(1993년, 1996년, 1998년), 1999년 FIFA 컨페더레이션스컵 우승, 1993년 코파 아메리카 준우승, 2회 연속 코파 아메리카 3위(1997년, 1999년) 등의 굵직한 성과를 거두었으며 2007년 3월 25일 에스타디오 우니베르시타리오에서 열린 파라과이와의 친선 경기에서 대표팀 동료이자 치바스 USA 시절 팀 동료였던 라몬 라미레스와의 공동 은퇴식을 통해 14년간의 국가대표팀 생활을 마무리했다.

## 같이 보기
- A매치 100경기 이상 출전한 축구 선수 명단